# La Sala (Camós)
La Sala de Camós és un casal senyorial que es troba adossat a l'antiga església de Sant Vicenç de Camós, la primitiva parroquial del terme. És una obra declarada bé cultural d'interès nacional.

## Història
Sembla que fou la residència dels cavallers cognomenats Camós, que són consignats en la documentació comarcal des del 1162 amb el rei Pere Joan. La família dels Camós, amb una branca familiar que tingué drets al rodal de Tordera, Palafolls i Pineda, és documentada fins al 1450, en què Brígida de Camós apareix casada amb Joan Berenguer de Cartellà.

## Arquitectura
La Sala de Camós és un edifici civil que respon a aquest denominador comú d'espais arquitectònics en que predomina una gran peça d'usos polivalents amb alguna torre o cossos menors que la serveixen. Hi ha una nau de planta i pis coberta amb una doble arcuació de mig punt a la planta baixa que a la planta del pis es repeteix amb els arcs apuntats.
A la cantonada de migdia, encara que en planta no es manifesti com a cos independent de la resta, s'alça una torre amb finestres geminades a la façana de migdia, en la qual hi ha una porta d'accés a nivell del pis amb arc de mig punt dovellat. Al nivell del segons pis hi ha una altra obertura de tipus defensiu amb un matacà. Aquesta obertura, més estreta que la porta de baix, també és d'arc de mig punt format per petits dovelles.
Les reformes i restauracions sofertes no en permeten una datació precisa, però pels elements arquitectònics es pot avançar que es tracta d'una obra de la darreria del segle xiii, gairebé dins del XIV.